# Filipe Pirl
Filipe Pirl (* 21. Februar 1989 in Rostock) ist ein deutscher Synchronsprecher.
Er beherrscht die Sprachen Deutsch, Portugiesisch, Spanisch und Englisch und übt das Synchronsprechen seit seiner Kindheit aus. Wegen seiner mittelkräftigen, jugendlichen Stimmlage erhält er vor allem Sprechrollen im Alter von 15 bis 25 Jahren. Filipe Pirl lebt in Berlin.

## Sprechrollen (Auswahl)
Alexander Pollock
- 2000: als Henry S. Crump in They Nest – Tödliche Brut
- 2001: als Scotty Brody in Cats & Dogs – Wie Hund und Katz

Haley Joel Osment
- 2001: als David in A.I. – Künstliche Intelligenz
- 2002: als Beary Barrington in Die Country Bears – Hier tobt der Bär

Nicholas Hoult
- 2002: als Marcus Brewer in About a Boy oder: Der Tag der toten Ente
- 2005: als Mike Spritz in The Weather Man

Liam Aiken
- 2003: als Owen Baker in In tierischer Mission
- 2004: als Klaus Baudelaire in Lemony Snicket – Rätselhafte Ereignisse

Tom Attenborough
- 2000:  als Christopher Robin in Tiggers großes Abenteuer
- 2002: als junge Schlauli in Peter Pan: Neue Abenteuer in Nimmerland
- 2003: als Christopher Robin in Ferkels großes Abenteuer

Daryl Sabara
- 2001: als Juni Cortez in Spy Kids
- 2002: als Juni Cortez in Spy Kids 2 – Die Rückkehr der Superspione
- 2003: als Juni Cortez in Spy Kids: Mission 3D

### Filme
- 1999: Cory Buck als Jason in Mein großer Freund Joe
- 1999: Joseph Cross als Charlie Frost in Jack Frost
- 2000: Jonathan Lipnicki als Tony in Der kleine Vampir
- 2000: Jonathan Malen als Robbie Mannheim in Vom Teufel besessen
- 2001: Reiley McClendon als Young Danny Walker in Pearl Harbor
- 2002: Jeremy Sumpter als Young Adam Meiks in Dämonisch
- 2003: Kevin Alexander Clark als Freddy Jones in School of Rock
- 2003: Cameron Bowen als Young Dave Boyle in Mystic River
- 2003: Joel Ander als Oscar in Zwei kleine Helden
- 2003: Ruud Feltkamp als Krümelchen in Krümelchen
- 2003: Scott Terra als Sam Finney in Dickie Roberts: Kinderstar
- 2003: Max Pirkis als Blakeney in Master & Commander – Bis ans Ende der Welt
- 2004: Sam Smith als David Wiseman in Davids wundersame Welt
- 2004: Corbin Bleu als Austin in Mission: Possible – Diese Kids sind nicht zu fassen!
- 2004: Ryan Kelley als Ryan Flynn in The Dust Factory – Die Staubfabrik
- 2005: Chris Overton als Noah Claypole in Oliver Twist
- 2005: Lucas Till als junger Jack Cash in Walk the Line
- 2005: Max Minghella als Aaron Naumann in Bee Season
- 2005: Thomas Curtis als Joseys Sohn Sammy in Kaltes Land
- 2005: Osman Elkharraz als Krimo in L’esquive
- 2006: Andrew Simpson als Steven Connolly in Tagebuch eines Skandals
- 2007: Tahj Mowry als Danny Pulu in Sind wir endlich fertig?
- 2007: Logan Lerman als Robin Sparrow in Number 23
- 2007: Mark Rendall als Jake Oleson in 30 Days of Night
- 2008: Vincent Martella als Artonius in Vorbilder?!
- 2008: Burak Ozyilmaz als Burak in Die Klasse
- 2009: Toby Regbo als Nemo Teen in Mr. Nobody
- 2009: Ben Drew als Dabs in Adulthood
- 2009: Ibrahim Frege als Malek in Ajami
- seit 2010: Tetsuya Kakihara als Tomoe Enjou in the Garden of sinners
- 2019: Samuel Larsen  als Zed Evans in After Passion

### Serien
- 2000–2004: Grünes Bärchen in Käpt’n Blaubär
- 2002: Spencer Breslin als Captain Crandall in Teamo Supremo
- 2004: Stefan Le Rosa als Marco in Der Sleepover Club
- 2009: Alex House als Smithy in Jane und der Drache
- 2009: Stephen Lunsford als Travers McLain in Desperate Housewives
- 2010: Ezra Miller als Tucker Bryant in Royal Pains
- seit 2011: Yuki Ono als Shousei Nikaidou in Maid-sama

### Computerspiele, Hörspiele und Gesang
- 2000–2004: als Christopher Robin in Winnie Puuh (CD-ROM + Vocal)
- 2001: als Rip Squeack in Rip Squeack und seine Freunde (Vokal)
- 2002: als Der Junge in Dr. Seuss - Cat in the Hat (CD-ROM + Vokal)
- 2002: als Andy von Toy Story in DISNEY ON ICE (Vokal)
- 2004–2005: als Seppel in Räuber Hotzenplotz (CD-ROM)
- 2007–2008: als Douglas Stern in … und nebenbei Liebe